# Élections sénatoriales de 2008 dans la Creuse
Les élections sénatoriales dans la Creuse ont eu lieu le dimanche 21 septembre 2008. Elles ont eu pour but d'élire les sénateurs représentant le département au Sénat pour un mandat de six années.

## Contexte départemental
Lors des élections sénatoriales du 27 septembre 1998 dans la Creuse, deux sénateurs PS ont été élus, André Lejeune et Michel Moreigne.
Depuis, tous les effectifs du collège électoral des grands électeurs ont été renouvelés, avec les élections législatives françaises de 2007, les élections régionales françaises de 2004, les élections cantonales de 2004 et 2008 et les élections municipales françaises de 2008.

## Rappel des résultats de 1998
| Candidat et parti politique | Candidat et parti politique | Candidat et parti politique | Premier tour | Premier tour | Second tour | Second tour |
| Candidat et parti politique | Candidat et parti politique | Candidat et parti politique | Voix         | %            | Voix        | %           |
| --------------------------- | --------------------------- | --------------------------- | ------------ | ------------ | ----------- | ----------- |
|                             | Michel Moreigne             | PS                          | 244          | 49,59        | 290         | 59,18       |
|                             | André Lejeune               | PS                          | 230          | 46,75        | 286         | 58,37       |
|                             | Roland Aupetit              | RPR                         | 197          | 40,04        | 162         | 33,06       |
|                             | Guy de Lamberterie          | DL                          | 187          | 38,01        | 168         | 34,29       |
|                             | Daniel Dexet                | PCF                         | 59           | 11,66        | 1           | 0,20        |
|                             | René Debesson               | PCF                         | 50           | 10,16        | 1           | 0,20        |
|                             | Claude Cotte                | FN                          | 2            | 0,41         | Retrait     | Retrait     |
|                             | Jérémie Gorsse              | DVD                         | 0            | 0,00         | Retrait     | Retrait     |
|                             |                             |                             |              |              |             |             |
| Inscrits                    | Inscrits                    | Inscrits                    | 506          | 100,00       | 506         | 100,00      |
| Abstentions                 | Abstentions                 | Abstentions                 | 6            | 1,19         | 6           | 1,19        |
| Votants                     | Votants                     | Votants                     | 500          | 98,81        | 500         | 98,81       |
| Blancs et nuls              | Blancs et nuls              | Blancs et nuls              | 8            | 1,60         | 10          | 2,00        |
| Exprimés                    | Exprimés                    | Exprimés                    | 492          | 98,40        | 490         | 98,00       |

## Sénateurs sortants
| Sénateur | Sénateur        | Parti | Fonctions lors de l'élection en 1998                    |
| -------- | --------------- | ----- | ------------------------------------------------------- |
|          | André Lejeune   | PS    | Maire de Guéret, ancien sénateur                        |
|          | Michel Moreigne | PS    | Sénateur sortant, conseiller général, maire de Lupersat |

## Présentation des candidats et des suppléants
Les nouveaux représentants sont élus pour une législature de 6 ans au suffrage universel indirect par les 502 grands électeurs du département. Dans la Creuse, les sénateurs sont élus au scrutin majoritaire à deux tours. Leur nombre reste inchangé, 2 sénateurs sont à élire. Ils sont 8 candidats dans le département, chacun avec un suppléant.
| T/S | Candidats | Candidats           | Parti | Principale fonction                                              |
| --- | --------- | ------------------- | ----- | ---------------------------------------------------------------- |
| T   |           | Isabelle Castex     | EXG   |                                                                  |
| S   |           | Arnaud Dechelle     | EXG   |                                                                  |
| T   |           | Joël Lainé          | EXG   |                                                                  |
| S   |           | Hervé Cotton        | EXG   |                                                                  |
| T   |           | Daniel Dexet        | PCF   |                                                                  |
| S   |           | Isabelle Mazeirat   | PCF   |                                                                  |
| T   |           | Claude Guerrier     | PCF   |                                                                  |
| S   |           | Claudine Leporati   | PCF   |                                                                  |
| T   |           | André Lejeune       | PS    | Sénateur sortant                                                 |
| S   |           | Renée Nicoux        | PS    | Conseillère régionale, maire de Felletin                         |
| T   |           | Jean-Jacques Lozach | PS    | Président du conseil général, vice-président du conseil régional |
| S   |           | Jean-Luc Léger      | PS    |                                                                  |
| T   |           | Gérard Gaudin       | UMP   |                                                                  |
| S   |           | Laurent Daulny      | UMP   | Conseiller général, maire de Dun-le-Palestel                     |
| T   |           | Vincent Turpinat    | UMP   | Maire de Jarnages                                                |
| S   |           | Catherine Graveron  | UMP   |                                                                  |

## Résultats
|                | Jean-Jacques Lozach | PS             | 264 | 55,35  |  |  |
|                | André Lejeune       | PS             | 258 | 54,09  |  |  |
|                | Gérard Gaudin       | UMP            | 157 | 32,91  |  |  |
|                | Vincent Turpinat    | UMP            | 155 | 32,49  |  |  |
|                | Daniel Dexet        | PCF            | 46  | 9,64   |  |  |
|                | Claude Guerrier     | PCF            | 41  | 8,60   |  |  |
|                | Isabelle Castex     | EXG            | 12  | 2,52   |  |  |
|                | Joël Lainé          | EXG            | 12  | 2,52   |  |  |
|                |                     |                |     |        |  |  |
| Inscrits       | Inscrits            | Inscrits       | 502 | 100,00 |  |  |
| Abstentions    | Abstentions         | Abstentions    | 9   | 1,79   |  |  |
| Votants        | Votants             | Votants        | 493 | 98,21  |  |  |
| Blancs et nuls | Blancs et nuls      | Blancs et nuls | 16  | 3,25   |  |  |
| Exprimés       | Exprimés            | Exprimés       | 477 | 96,75  |  |  |